# Alfonso Vincenzo Amarante
Alfonso Vincenzo Amarante CSsR (Pagani, 26 de dezembro de 1970) é um prelado e teólogo moral italiano. Desde 2023 é Arcebispo Titular e Reitor da Pontifícia Universidade Lateranense.

## Vida
Alfonso Amarante ingressou na Congregação do Santíssimo Redentor (Redentoristas) em Nápoles, apresentado no dia 29 de Setembro de 1993 os votos simples e em 29 de setembro de 1996 os votos perpétuos. no dia 21 Foi ordenado sacerdote em junho de 1997. Depois de se formar em 1996 pela Pontifícia Faculdade Teológica do Sul da Itália com o bacharelado em teologia, obteve a licenciatura em história eclesiástica pela Pontifícia Universidade Gregoriana de Roma em 1999. Em 2002 recebeu seu doutorado em teologia pela Gregoriana. Completou seu curriculum studiorum em teologia moral na Alfonsiana. 
Foi administrador e formador auxiliar dos estudantes da Província Redentorista da Itália Meridional (2000-2002); desde 2003 professor convidado da Alfonsiana, desde 2017 professor titular; Diretor do Colégio Maior S. Afonso de Roma para estudantes sacerdotes redentoristas (2002-2007); Responsável pela pastoral juvenil redentorista da Província dos Missionários Redentoristas do Sul da Itália (2008-2011); Docente na Pontifícia Faculdade Teológica do Sul da Itália de Nápoles e na Pontifícia Universidade Urbaniana (2008-2016); Membro do Conselho da Província Redentorista do Sul da Itália (2011-2014); Vice-presidente da Alfonsiana (2013-2018) e Membro e Tesoureiro da Associação Italiana de Professores de História Eclesiástica (2017-2023). 
Desde 2002 é Vice-Presidente da Association Editiones Academiae Alfonsianae – Edacalf e desde 2011 Conselheiro do Dicastério para as Causas dos Santos e desde 2014 Editor-Chefe e membro do Comitê Científico da revista Spicilegium Historicum CSR. 
Desde 2017, Alfonso Amarante é professor de Teologia Moral na Pontifícia Universidade Lateranense. Desde 2018 é Decano da Pontifícia Academia Alfonsiana e Secretário da Conferência dos Reitores das Universidades e Instituições Pontifícias Romanas. Desde 2019 é Visitador da Agência da Santa Sé para a Avaliação e Promoção da Qualidade das Universidades e Faculdades Eclesiásticas. 
No dia 1 de agosto de 2023, o Papa Francisco o nomeou reitor da Pontifícia Universidade Lateranense. O Papa Francisco nomeou-o simultaneamente arcebispo titular e deu-lhe a sé titular de Sorres. Ele é o sucessor do especialista em direito internacional Vincenzo Buonomo, que foi o primeiro leigo a ser reitor da Universidade Lateranense.